# Eparchia melekeska
Eparchia melekeska (Мелекесская епархия) – jedna z eparchii Rosyjskiego Kościoła Prawosławnego, z siedzibą w Dimitrowgradzie (do 1972 – Melekes). Wchodzi w skład metropolii symbirskiej. 
Eparchia powstała na mocy decyzji Świętego Synodu Rosyjskiego Kościoła Prawosławnego z 26 lipca 2012 poprzez wydzielenie z eparchii symbirskiej. Jej pierwszym ordynariuszem został 19 maja 2013 biskup Diodor (Isajew).